# Mandera (distrikt)
Mandera är ett av Kenyas 71 administrativa distrikt, och ligger i provinsen Nordöstra provinsen. År 1999 hade distriktet 250 372 invånare. Huvudorten är Mandera.